# Тамо гдје бизони лутају
„Тамо гдје бизони лутају” је југословенски ТВ филм из 1968. године. Режирао га је Иван Хетрих а сценарио је написао Денис Потер.

## Улоге
| Глумац         | Улога |
| -------------- | ----- |
| Ета Бортолаци  |       |
| Златко Мадунић |       |
| Ангел Паласев  |       |